# Скидский, Михаил Николаевич
Михаил Николаевич Скидский (1913—1989) — советский партийный деятель, первый секретарь Русско-Полянского районного комитета КПСС Омской области. Герой Социалистического Труда (1957).

## Биография
Родился 13 марта 1913 года в городе Мариуполь.
М. Н. Скидский начал свою трудовую деятельность по специальности слесаря на Мариупольском заводе. После прохождения обучения в Азово-Черноморском институте механизации сельского хозяйства начал работать в должностях — агронома и управляющего отделением, позже был назначен агрономом совхоза «Новоуральский» Таврического района Омской области и был выбран директором совхоза «Коммунист» Черлакского района Омской области.
С 1953 по 1954 годы работал в должности председателя Русско-Полянского районного исполнительного комитета Совета народных депутатов. С 1954 года на партийной работе, был избран первым секретарём Русско-Полянского районного комитета КПСС Омской области. Под руководством и при непосредственном участии М. Н. Скидского, Русско-Полянский район участвовал в освоении целинных земель, превратив Русскою Поляну в образцовый посёлок.
11 января 1957 года Указом Президиума Верховного Совета СССР «за особые заслуги в освоении целинных и залежных земель, успешное проведение уборки урожая и хлебозаготовок в 1956 году» Михаил Николаевич Скидский был удостоен звания Героя Социалистического Труда с вручением Ордена Ленина и золотой медали «Серп и Молот».
В последующем работал в должностях — заведующего отделом сельского хозяйства Омского областного комитета КПСС, заместителем начальника Омского областного управления сельского хозяйства и в должности — главного инспектора по качеству хлебной промышленности Омской области. За трудовые отличия был награждён медалью «За трудовую доблесть» и орденом Трудового Красного Знамени.
Скончался 19 февраля 1989 года, похоронен в городе Омске на Старо-Северном кладбище.

## Награды
- Медаль «Серп и Молот» (11.01.1957)
- Орден Ленина (11.01.1957)
- Орден Трудового Красного Знамени
- Медаль «За трудовую доблесть» (25.12.1959)